# Alonim
Alonim (אלונים) est un kibboutz situé dans la vallée de Jezreel.
Son nom provient de la présence de nombreux chênes ("Alon" en hébreu) dans la région.
Alonim est fondé en 1938 par un groupe de pionniers préparés au terrain par Alexander Zaïd, composé d'émigrants originaires d'Allemagne et de Pologne.
Le kibboutz compte aujourd'hui 600 personnes. Alonim vit de petites industries et de l'agriculture.

## Sources
- Erza Avrahami "Le kibboutz autrement". Ed. Yad Tébenkin. Ramat-Efal 1998.
- Yossef Lanir "Le kibboutz dans la société israélienne". Ed. Yad Tébenkin. Ramat-Efal 2004.